# Giuseppe Pancera
Giuseppe Pancera (San Giorgio in Salici, 10 de gener de 1899 – Castelnuovo del Garda, 19 d'abril de 1977) fou un ciclista italià que fou professional entre 1925 i 1934. Era germà dels també ciclistes Eliseo i Antonio Pancera. En el seu palmarès destaquen quatre victòries d'etapa de la Volta a Catalunya. A banda, fou segon al Giro d'Itàlia de 1928 i al Tour de França de 1929.

## Palmarès
- 1926
  - Campió d'Itàlia en ruta (categoria independent)
  - 1r a la Copa Bernocchi
  - 1r a la Copa d'Hivern
  - 1r al Critèrium d'obertura
- 1927
  - 1r a la Copa Bernocchi
  - 1r a la Cursa del XX de setembre
- 1928
  - Vencedor d'una etapa a la Volta a Catalunya
- 1930
  - Vencedor de tres etapes a la Volta a Catalunya

### Resultats al Giro d'Itàlia
- 1925. 11è a la classificació general
- 1926. 12è a la classificació general
- 1927. 5è a la classificació general
- 1928. 2n a la classificació general
- 1929. 7è a la classificació general
- 1934. 39è a la classificació general

### Resultats al Tour de França
- 1929. 2n a la classificació general
- 1930. 20è a la classificació general
- 1931. Abandona (23a etapa)
- 1932. 32è a la classificació general